# Великий зенітний телескоп

Порівняння головних дзеркал деяких телескопів. Великий зенітний телескоп позначений рожевим колом.

Великий зенітний телескоп (англ. Large Zenith Telescope) — найбільший у світі рідкодзеркальний телескоп з діаметром дзеркала 6 метрів, що працював з 2003 по 2016 рік. Знаходився у Канаді, неподалік Ванкувера. В свій час він був третім за величиною оптичним телескопом у Північній Америці.

## Створення телескопа
Одним з основних факторів, що визначають потужність телескопа, є розмір та якість його головного дзеркала. У класичних конструкціях телескопів використовують сферичні, параболічні або гіперболічні дзеркала, кожне з яких може вносити свої дефекти — аберації. З перерахованих типів найбільш вигідно параболічне дзеркало, оскільки воно повністю позбавлене сферичної аберації в силу своєї геометрії — воно збирає всі промені, що прийшли на його поверхню, строго в одній точці — фокусі. Процес виготовлення дзеркала, поверхня якого відрізняється від ідеального параболоїда менше, ніж на чверть довжини хвилі (критерій Релея) є складною технічною задачею. Тим не менш, у неї існує витончене рішення — якщо чашу, наповнену рідиною, привести в обертання, рідка поверхня набуде параболічної форми. Саме ця ідея була реалізована під час створення Великого зенітного телескопа.
Будівництво розпочалося у 1994 році і було завершено до весни 2003 року. У ньому брали участь вчені Університету Британської Колумбії, якому належить телескоп, Університету Лаваля та Паризького астрофізичного інституту. Ключовою частиною конструкції телескопа є повітряна подушка, що підтримує тритонне головне дзеркало. За допомогою мотора воно рівномірно обертається зі швидкістю шість обертів за хвилину. Фокусування телескопа здійснюється за допомогою зміни положення дзеркала: шість опор, на яких воно закріплене, можуть змінювати свою висоту. Адаптивна система складається з набору електромагнітів, розташованих під дзеркалом та призначених для тонкого коригування його форми з метою виправлення збурень зображення атмосферою.

## Особливості
Рідке дзеркало має ряд безперечних переваг перед твердотільними. Воно на порядок дешевше складних багатосегментних дзеркал, що використовуються у великих телескопах, оскільки не вимагає складної технічної обробки для надання йому правильної оптичної форми. Тверді дзеркала через свою величезну вагу піддаються деформації і тому мають обмеження на розмір, ртутне дзеркало може бути зроблено набагато більшим. Однак у нього є суттєві недоліки, чим і пояснюється той факт, що масового переходу до дешевих ідеально параболічних рідких дзеркал не відбувається. Вся справа в земній гравітації: якщо дзеркало відхилити від горизонтального положення, то гравітація спотворить його форму настільки, що астрономічні спостереження проводити буде не можна. Тому поле зору такого інструменту має бути спрямоване виключно в зеніт, що обмежує можливості спостереження. До того ж феромагнітна рідина на основі ртуті є високотоксичною речовиною, так що робота з телескопом вимагає підвищеної обережності.

## Напрями досліджень
Основними науковими цілями проекту були вимірювання розподілу енергії у спектрах галактик та квазарів, їхніх червоних зміщень, пошук далеких наднових. Ці дані використовувались для побудови космологічних моделей, дослідження еволюції галактик і великомасштабної структури Всесвіту. Іншим напрямком досліджень телескопа було стеження за космічним сміттям.

## Виведення з експлуатації
Великий зенітний телескоп був виведений з експлуатації влітку 2016 року Усю рідку ртуть було збережено для інших проектів.